# Rion Taki
Rion Taki (japanisch 多木 理音; * 6. Juni 1992 in der Präfektur Kyōto) ist ein japanischer Fußballspieler.

## Karriere
Rion Taki erlernte das Fußballspielen in der Jugendmannschaft von Vissel Kōbe und der Universitätsmannschaft der Hannam University. Seinen ersten Vertrag unterschrieb er im Januar 2015 bei Albirex Niigata (Singapur). Der Verein ist ein Ableger des japanischen Zweitligisten Albirex Niigata aus Niigata, der in der ersten singapurischen Liga, der Singapore Premier League, spielt. Mit Albirex gewann er 2015 den Singapore Cup und den Singapore FA Cup. Für Albirex absolvierte er 25 Erstligaspiele. Im Februar 2017 wechselte er nach Montenegro. Hier unterschrieb er einen Vertrag beim FK Bokelj Kotor. Der Verein aus der Küstenstadt Kotor spielte in der höchsten Liga, der Prva Crnogorska Liga. Für Kotor spielte er achtmal in der ersten Liga. Nach Saisonende kehrte er wieder in seine Heimat zurück. Hier spielte er bis Ende 2019 für die die Vereine Briobecca Urayasu, ReinMeer Aomori FC und Matsue City FC.
Seit dem 1. Februar 2020 ist er vertrags- und vereinslos.

## Erfolge
Albirex Niigata (Singapur)
- Singapore Cup: 2015
- Singapore FA Cup: 2015